# 哈利·蒂特里克
哈利·W·蒂特里克（英語：Harry W. Tetrick，1911年5月6日—1977年3月17日），美国音讯工程师。他曾3次提名奥斯卡最佳音响效果奖。第49届奥斯卡奖颁奖典礼于1977年3月28日举办，因此蒂特里克后两部作品得到的奥斯卡提名皆为追授。

## 部分影视作品
- 黑狮震雄风（英语：The Wind and the Lion） (1975)[2]
- 洛奇 (1976)[1]
- 金刚 (1976)[1]